# Дилгопол
Дилгопо́л (болг. Дългопол) — місто в Варненській області Болгарії. Адміністративний центр громади Дилгопол.

## Населення
За даними перепису населення 2011 року у місті проживали 4888 осіб.
Національний склад населення міста:
| Національність   | Кількість осіб | Відсоток |
| ---------------- | -------------- | -------- |
| болгари          | 3308           | 92,2%    |
| цигани           | 129            | 3,6%     |
| турки            | 120            | 3,3%     |
| інша             | 7              | 0,2%     |
| не визначились   | 23             | 0,6%     |
| Всього відповіли | 3587           |          |

Розподіл населення за віком у 2011 році:
Динаміка населення: